# Liste beweglicher Brücken in Deutschland
Die Liste beweglicher Brücken in Deutschland ist in drei Tabellen nach ihrer Bewegungsart aufgeteilt. Nicht aufgelistet sind bewegliche Brücken, die nicht über Gewässer führen.

## Klappbrücken
| Eröffnung (Jahr) | Name der Brücke                                  | Gewässer                                        | In/bei Stadt                       | Spannweite in Metern  | GeoKoordinaten                   | Nutzung für                    | Bemerkungen, ggf. Foto |
| ---------------- | ------------------------------------------------ | ----------------------------------------------- | ---------------------------------- | --------------------- | -------------------------------- | ------------------------------ | --- |
| 1798             | Jungfernbrücke                                   | Spreearm Kupfergraben                           | Berlin                             | 28                    | 52° 30′ 49,5″ N, 13° 24′ 5″ O    | Fußweg                         | Der Klappmechanismus ist seit Jahrzehnten außer Betrieb. |
| 1927             | Lindaunisbrücke                                  | Schlei                                          | Lindaunis                          | 120                   | 54° 35′ 0″ N, 9° 49′ 12″ O       | Straße / Eisenbahn             | |
| 1928             | Brücken zwischen Altem und Neuem Hafen           | Hafenkanal                                      | Bremerhaven                        | um 12                 |                                  | Straße / Eisenbahn             | |
| 1934, 1956, 1996 | Peenebrücke Wolgast                              | Peenestrom                                      | Wolgast                            |                       |                                  | Straße und Eisenbahn           | Nach Zerstörung zum Ende des Zweiten Weltkriegs durch die Wehrmacht erfolgte bis 1956 ein Wiederaufbau. Nach der Wende, als auch der Tourismus an der Ostsee stark zunahm, wurde eine neue Klappbrücke neben der vorherigen errichtet, die nach Einweihung des neuen Bauwerks abgetragen wurde. |
| 1951             | Friesenbrücke                                    | Ems                                             | Weener                             | 345, 25 m klappbar    | 53° 9′ 41″ N, 7° 22′ 21″ O       | Radweg / Eisenbahn             | Bei Schiffsüberführungen über 25 m Breite wurde das Mittelsegment vollständig ausgebaut. Am 3. Dezember 2015 durch Schiffskollision beschädigt und anschließend abgerissen, in Neuerrichtung als Drehbrücke                                                                                     |
| 1953             | Oswald-Dittrich-Brücke                           | Pinnau                                          | Uetersen                           |                       | 53° 40′ 41,5″ N, 9° 40′ 37,7″ O  | Straße                         | |
| 1931, 1955       | Zecheriner Brücke                                | Peene                                           | Zecherin                           | 20                    | 53° 51′ 56,5″ N, 13° 49′ 40,5″ O | Straße                         | |
| 1958             | Klappbrücke Groß Köris                           | Teupitzer Gewässer                              | Groß Köris                         |                       |                                  | Straße                         | [ 1 ] |
| 1961             | Kennedybrücke und Sturmflutsperrwerk             | Geeste                                          | Bremerhaven                        |                       | 53° 32′ 18″ N, 8° 35′ 1″ O       | Straße                         | |
| 1964             | Herrenbrücke                                     | Trave                                           | Lübeck                             | 550, 62 m klappbar    | 53° 54′ 6″ N, 10° 46′ 21″ O      | Straße                         | 2005 abgerissen und durch Tunnel ersetzt |
| 1967             | Klappbrücke Heiligenstedten                      | Stör                                            | Heiligenstedten                    |                       | 53° 55′ 45,9″ N, 9° 28′ 9,2″ O   | Straße                         | |
| 1980er Jahre     | Waagebalken-Klappbrücke Xanten-Wardt             |                                                 | Xanten-Wardt                       |                       |                                  |                                | |
| 1988             | Diffenébrücke                                    | Altrhein                                        | Mannheim                           | 28, 33 m              | 49° 30′ 59,5″ N, 8° 28′ 12,8″ O  | Straße / Eisenbahn             | ersetzte die alte Diffenébrücke, die eine Drehbrücke war |
| 1991             | Jann-Berghaus-Brücke                             | Ems                                             | Leer                               |                       | 53° 13′ 5,2″ N, 7° 25′ 34,1″ O   | Straße                         | |
| 1992             | Spreebrücke Briescht                             | Spree                                           | Tauche                             |                       | 52° 6′ 19″ N, 14° 7′ 14″ O       | Straße, Radwanderwege          | nach historischem Vorbild erbaute Zugbrücke aus Holz |
| 1997             | Hörnbrücke                                       | Hörn                                            | Kiel                               |                       | 54° 18′ 54″ N, 10° 8′ 8″ O       | Fußgängerbrücke                | Faltbrücke |
| 2000             | Kahldenbrücke                                    | Peene                                           | Demmin                             |                       | 53° 54′ 26″ N, 13° 1′ 42″ O      | Straße                         | |
| 2002             | Schleibrücke Kappeln                             | Schlei                                          | Kappeln                            |                       | 54° 39′ 33,8″ N, 9° 56′ 8,9″ O   | Straße                         | |
| 2008             | Eric-Warburg-Brücke                              | Trave                                           | Lübeck                             |                       | 53° 53′ 2″ N, 10° 41′ 32″ O      | Straße                         | |
| 2008             | Brücke EJK 35                                    | Ems-Jade-Kanal                                  | Sande                              |                       | 53° 30′ 37,8″ N, 8° 0′ 40″ O     | Eisenbahn                      | |
|                  | Emder Eisenbahnbrücke                            | Emder Binnenhafen                               | Emden                              |                       | 53° 21′ 39,7″ N, 7° 12′ 14,2″ O  | Eisenbahn                      | Klappbrücke |
|                  | Klappbrücke Östlicher Bahnhofskanal              | Östlicher Bahnhofskanal (Hafen Harburg)         | Hamburg-Harburg                    |                       | 53° 27′ 57″ N, 9° 59′ 24″ O      | bis 1972 mit Straßenbahn       | Wippbrücke |
|                  | Klappbrücke Westlicher Bahnhofskanal             | Westlicher Bahnhofskanal (Hafen Harburg)        | Hamburg-Harburg                    |                       | 53° 27′ 58″ N, 9° 59′ 10″ O      | bis 1972 mit Straßenbahn       | |
|                  | Holzhafen-Klappbrücke                            | Harburger Holzhafen (Hafen Harburg)             | Hamburg-Harburg                    |                       | 53° 28′ 8″ N, 9° 58′ 51″ O       | ehemals Straße und Eisenbahn   | heute nur noch Fußgänger |
|                  | Klappbrücke (Meppen)                             | Hase                                            | Meppen                             |                       | 52° 41′ 37″ N, 7° 17′ 34″ O      | Straße, Fußgänger              | 1896 durch Drehbrücke ersetzt |
|                  | Schleuse Gieselaukanal                           | Gieselaukanal                                   | Oldenbüttel                        |                       | 54° 11′ 1,5″ N, 9° 26′ 26,8″ O   | Straße, Fußgänger              | Kanal wurde erst ab 1935 erbaut |
| 2013             | Hafenspange Käpten-Jürs-Brücke                   | Krückau                                         | Elmshorn                           |                       | 53° 45′ 0,2″ N, 9° 38′ 58″ O     | Straße, Fußgänger              | benannt nach dem Elmshorner Kapitän Jürgen Jürs, der oft auf den Flying P-Linern segelte |
|                  | Klappbrücke Storkow                              | Storkower Kanal                                 | Storkow                            |                       |                                  | Straße, Fußgänger              | Selbstbedienung, mit Fußgängerbrücke, ehemals Teil der Befestigungsanlage der Burg Storkow (12. Jh.) |
| 2015             | Rethe-Klappbrücke                                | Rethe                                           | Hamburg                            | 104 / Öffnung 64 m    |                                  | Straße, Eisenbahn              | ersetzt die Rethe-Hubbrücke |
|                  | Störsperrwerk-Klappbrücke                        | Stör                                            | Wewelsfleth                        |                       | 53° 49′ 33,5″ N, 9° 24′ 6,2″ O   | Straße, Fußgänger              | |
| 1973             | Eidersperrwerk-Klappbrücke                       | Eider                                           | Wesselburenerkoog                  |                       | 54° 15′ 57,9″ N, 8° 50′ 43,8″ O  | Straße, Fußgänger              | |
| 1972             | Eider-Klappbrücke                                | Eider                                           | Tönning                            |                       |                                  | Straße, Fußgänger              | |
|                  | Lexfähre-Klappbrücke                             | Eider                                           | Wrohm                              |                       | 54° 13′ 20,7″ N, 9° 26′ 9,8″ O   | Straße, Fußgänger              | |
|                  | Pahlen-Klappbrücke                               | Eider                                           | Pahlen                             |                       |                                  | Straße, Fußgänger              | |
| 1916             | Friedrichstadt-Klappbrücke                       | Eider                                           | Friedrichstadt                     |                       |                                  | Straße, Fußgänger              | |
|                  | Kasenort-Schleusen-Klappbrücke                   | Wilster Au                                      | Kasenort                           |                       | 53° 54′ 42″ N, 9° 24′ 33″ O      | Straße, Fußgänger              | |
|                  | Greetsieltief-Klappbrücke                        | Störtebekerkanal                                | Greetsiel                          |                       |                                  | Straße, Fußgänger              | |
|                  | Landwehrkanal-Klappbrücke                        | Landwehrkanal                                   | Cuxhaven                           |                       |                                  | Straße, Fußgänger              | |
| 1979, 2001       | Husumer Hafen-Klappbrücken                       | Husumer Au                                      | Husum                              |                       |                                  | Straße, Fußgänger, Eisenbahn   | |
|                  | Fußgänger-Klappbrücke                            | Binnenhafen                                     | Husum                              |                       |                                  | Fußgänger                      | |
|                  | Ostesperrwerk-Klappbrücke                        | Oste                                            | Balje                              |                       |                                  | Straße, Fußgänger              | |
|                  | Geversdorf-Oste-Klappbrücke                      | Oste                                            | Geversdorf                         |                       |                                  | Straße, Fußgänger              | |
|                  | Oberndorf-Oste-Klappbrücke                       | Oste                                            | Oberndorf                          |                       |                                  | Straße, Fußgänger              | |
|                  | Klappbrücke Estesperrwerk                        | Este                                            | Hamburg-Cranz                      |                       |                                  | Straße, Fußgänger              | |
|                  | Klappbrücke Lühe-Sperrwerk                       | Lühe                                            | Lühe                               |                       | 53° 34′ 17″ N, 9° 38′ 0,3″ O     | Straße, Fußgänger              | |
|                  | Viti-Furth-Klappbrücke                           | Ilmenau                                         | Bardowick                          |                       |                                  | Straße, Fußgänger              | |
|                  | Ilmenau-Klappbrücke                              | Ilmenau                                         | Wittorf                            |                       |                                  | Straße, Fußgänger              | |
|                  | Sperrwerk Wischhafen-Klappbrücke                 | Wischhafener Süderelbe                          | Wischhafen                         |                       |                                  | Straße, Fußgänger              | |
|                  | Schwinge Butendiek-Klappbrücke                   | Schwinge                                        | Stader Sand                        |                       |                                  | Straße, Fußgänger              | |
|                  | Schwinge Eisenbahn-Klappbrücke                   | Schwinge                                        | Stader Sand                        |                       |                                  | Eisenbahn                      | |
|                  | Schwinge-Klappbrücke                             | Schwinge                                        | Stader Sand                        |                       |                                  | Straße, Fußgänger              | L111 |
| 1935             | Ziegelgrabenbrücke                               | Strelasund                                      | Stralsund                          | 29 m                  |                                  | Straßenbrücke, Eisenbahnbrücke | |
| 1887             | Wiecker Brücke                                   | Ryck                                            | Greifswald Wieck                   | 10,7 m                |                                  | Straße, Fußgänger              | |
|                  | Klappbrücke Eiderkanalschleuse Klein Königsförde | Eiderkanal                                      | Klein Königsförde                  |                       |                                  | Fußgänger                      | |
|                  | Brücke Mariensiel                                | Ems-Jade-Kanal                                  | Mariensiel                         |                       | 53° 30′ 49,3″ N, 8° 3′ 10″ O     | Eisenbahn                      | Doppel-Klappbrücke |
|                  | Nesserlander Brücke                              | Nesserlander Schleuse                           | Emden                              |                       |                                  | Straße                         | |
|                  | Brücke am Tonnenhof                              | Binnenhafen                                     | Emden                              |                       |                                  | Straße                         | |
|                  | Brücke am Eisenbahndock                          | Binnenhafen, Eisenbahndock                      | Emden                              |                       |                                  | Straße                         | |
| 1954             | Eisenbahnklappbrücke Oldenburg                   | Hunte                                           | Oldenburg (Oldb)                   |                       |                                  | Eisenbahn                      | |
| 2015             | Klappbrücke Huntebrück                           | Hunte                                           | B 212n zwischen Berne und Elsfleth |                       |                                  | Straße                         | |
| 1979             | Klappbrücken Huntesperrwerk                      | Hunte                                           | Elsfleth                           | 2 × 26 m lichte Weite |                                  | Straße                         | |
|                  | Klappbrücke Sperrwerk Abbenfleth                 | Bützflether Süderelbe                           | Stade                              |                       |                                  | Straße zur Deichverteidigung   | |
| 2002             | Klappbrücke Schleusenstraße                      | Verbindungskanal Neuer Hafen – Kaiserhafen      | Bremerhaven                        | etwa 25 m             |                                  | Straße                         | |
| 1953             | Admiral-Brommy-Brücke                            | Binnenhafen                                     | Brake                              |                       |                                  | Straße                         | |
|                  | Klappbrücke Neu Helgoland                        | Hamme                                           | Worpswede                          |                       |                                  | Straße                         | |
|                  | Klappbrücke Teufelsmoor                          | Hamme                                           | Teufelsmoor                        |                       |                                  | Straße                         | |
|                  | Klappbrücke Ochtumsperrwerk                      | Ochtum                                          | Lemwerder                          |                       |                                  | Straße                         | |
|                  | Badenbrücke                                      | Badenkanal                                      | Stralsund                          |                       |                                  | Fußgänger                      | |
|                  | Querkanalbrücke                                  | Querkanal                                       | Stralsund                          |                       |                                  | Eisenbahn, Straße, Fußgänger   | |
| 1978             | Holländerbrücke                                  | Alter Hafen                                     | Bremerhaven                        |                       |                                  | Fußgänger                      | |
|                  | 2 Klappbrücken Fischereihafen-Doppelschleuse     | kleine Kammer der Fischereihafen-Doppelschleuse | Bremerhaven                        |                       |                                  | Straße                         | |
| 1955             | Klappbrücke Zollkaje                             | Ritzebütteler Schleusenpriel                    | Cuxhaven                           |                       |                                  | Straße                         | |
|                  | Klappbrücke Dornbusch                            | Wischhafener Süderelbe                          | Dornbusch (Drochtersen)            |                       |                                  | Straße                         | |
| 2000             | Seilzug-Klappbrücke Vegesack                     | Hafen Vegesack                                  | Bremen-Nord                        |                       |                                  | Fußgänger, Fahrräder           | |
|                  | Klappbrücke Lesumsperrwerk                       | Lesum                                           | Bremen-Nord                        |                       |                                  | Straße                         | |
| 1996             | Klappbrücke Hove                                 | Este                                            | Hove (Jork)                        |                       |                                  | Straße                         | |
| 1872             | Holzbrücke Eckernförde                           | Binnenhafen                                     | Eckernförde                        |                       |                                  | Fußgänger                      | |
|                  | Klappbrücke Schleuse Mariensiel                  | Ems-Jade-Kanal                                  | Wilhelmshaven                      |                       |                                  | Fahrzeuge (wenn geöffnet)      | |
| 2016             | Mahatma-Gandhi-Brücke                            | Sandtorhafen                                    | Hamburg-HafenCity                  |                       | 53° 32′ 31,2″ N, 9° 59′ 6,6″ O   | Fußgänger                      | |

## Hubbrücken
| Eröffnung (Jahr) | Name der Brücke         | Gewässer                    | In/bei Stadt     | Spannweite in Metern | Zustand            | GeoKoordinaten                   | Nutzung für                    | Bemerkungen, ggf. Foto                                                                   |
| ---------------- | ----------------------- | --------------------------- | ---------------- | -------------------- | ------------------ | -------------------------------- | ------------------------------ | ---------------------------------------------------------------------------------------- |
| 1900             | Hubbrücke (Lübeck)      | Trave                       | Lübeck           | 45 m                 | in Betrieb         | 53° 52′ 30,2″ N, 10° 41′ 27,3″ O | Straße, Fußgänger, Eisenbahn   | drei Tragwerke: Eisenbahn fixiert, Straße beweglich, Fußgänger fest                      |
| 1916             | Plauer Hubbrücke        | Elde                        | Plau am See      | 13 m                 | in Betrieb         | 53° 27′ 24″ N, 12° 15′ 59″ O     | Straße                         |                                                                                          |
| 1928 1950        | Hubbrücke Schwaan       | Warnow                      | Schwaan          | 12,5 m               | 2015 Brückenneubau | 53° 56′ 22,7″ N, 12° 6′ 36,4″ O  | Straße                         | 2009 Hubteil zurückgebaut                                                                |
| 1933             | Hubbrücke Karnin        | Peene                       | Karnin           | 47 m                 | Ruine              | 53° 50′ 36,7″ N, 13° 51′ 20″ O   | Eisenbahn                      | seit 1945 Ruine; nur noch das angehobene Mittelteil steht im Wasser; beliebtes Fotomotiv |
| 1946             | Hubbrücke Magdeburg     | Elbe                        | Magdeburg        | 90 m                 | fixiert            | 52° 7′ 13″ N, 11° 38′ 11″ O      | Fußgänger, früher Eisenbahn    | außer Betrieb (frei für Fußgänger)                                                       |
| 1894             | Hubbrücke Handelshafen  | Zufahrt Hafenbecken         | Magdeburg        | 32 m                 | fixiert            | 52° 8′ 58,4″ N, 11° 39′ 44,4″ O  | Fußgänger, früher Eisenbahn    | außer Betrieb (frei für Fußgänger und Radfahrer)                                         |
| 2020             | Kattwykbrücke (Nord)    | Süderelbe                   | Hamburg          | 130 m                | in Betrieb         | 53° 29′ 41,6″ N, 9° 57′ 5,4″ O   | Eisenbahn                      | Deutschlands größte Hubbrücke, Europas längste Hubbrücke                                 |
| 1973             | Kattwykbrücke (Süd)     | Süderelbe                   | Hamburg          | 106 m                | in Betrieb         | 53° 29′ 39,5″ N, 9° 57′ 6,4″ O   | Straße, früher auch Eisenbahn  | bis 2020 Deutschlands größte Hubbrücke                                                   |
| 1934             | Rethe-Hubbrücke         | Rethe                       | Hamburg          | 73 m                 | abgerissen         | 53° 30′ 14,3″ N, 9° 57′ 59,9″ O  | Eisenbahn, Straße              | 2015 Ersatz durch Rethe-Klappbrücke, 2018 abgerissen                                     |
| 1927             | Cäcilienbrücke          | Hunte                       | Oldenburg        | 42 m                 | in Umbau           | 53° 7′ 59″ N, 8° 13′ 12″ O       | Straße                         |                                                                                          |
| 1931             | alte Hubbrücke (Meppen) | Dortmund-Ems-Kanal/Hase     | Meppen           | ca. 40 m             | abgerissen         | 52° 41′ 37″ N, 7° 17′ 34″ O      | Straße, Fußgänger              | 2007 durch neue Hubbrücke ersetzt                                                        |
| 2007             | neue Hubbrücke (Meppen) | Dortmund-Ems-Kanal/Hase     | Meppen           | ca. 40 m             | in Betrieb         | 52° 41′ 37″ N, 7° 17′ 34″ O      | Straße, Fußgänger              | wird nur bei hohem Wasserstand hochgefahren                                              |
| 1953             | Hubbrücke Huntebrück    | Hunte                       | Huntebrück       | 53 m                 | abgerissen         | 53° 12′ 0″ N, 8° 26′ 49″ O       | Straße (B 212)                 | 2015 durch Klappbrücke ersetzt, 2018 abgerissen                                          |
| 1931/32          | Hubbrücke Homberg       | Mündung Rheinpreußen-Hafen  | Duisburg-Homberg | -                    | fixiert            | -                                | Fußgänger                      | außer Betrieb, frei für Fußgänger und Radfahrer                                          |
| 1934/35          | Hubbrücke Walsum        | Zufahrt Nordhafen Walsum    | Duisburg-Walsum  | -                    | fixiert            | -                                | Straße, Fußgänger              | außer Betrieb, frei für Fußgänger und Radfahrer                                          |
| 1950             | Schwanentorbrücke       | Zufahrt Innenhafen Duisburg | Duisburg         | 18 m                 | fixiert            | -                                | Straße, Straßenbahn, Fußgänger | Sanierung und Restaurierung seit 2018                                                    |
| 1969             | Neckarvorlandbrücke     | Verbindungskanal            | Mannheim         |                      | in Betrieb         | 49° 29′ 56″ N, 8° 27′ 23,8″ O    | Straße, Eisenbahn              |                                                                                          |

## Drehbrücken
| Eröffnung (Jahr) | Name der Brücke                             | Gewässer                 | In/bei Stadt                      | Spannweite in Metern | GeoKoordinaten                   | Nutzung für                   | Bemerkungen, ggf. Foto                                 |
| ---------------- | ------------------------------------------- | ------------------------ | --------------------------------- | -------------------- | -------------------------------- | ----------------------------- | ------------------------------------------------------ |
| 1862             | Drehbrücke über den Geestemünder Hauptkanal | Geestemünder Hauptkanal  | Bremerhaven                       |                      | 53° 32′ 2,8″ N, 8° 35′ 4,9″ O    | Straße                        |                                                        |
| 1877             | Drehbrücke am Winterhafen                   | Hafen (Rhein)            | Mainz                             |                      | 49° 59′ 44,9″ N, 8° 16′ 59,5″ O  | Straße                        |                                                        |
| 1874             | Teufelsbrücke                               | Verbindungskanal         | Mannheim                          |                      | 49° 29′ 39,8″ N, 8° 27′ 20,9″ O  | Straße                        |                                                        |
| 1874/1875        | Estebrücke / Hove                           | Este                     | Jork                              | ca. 22               | 53° 31′ 8,6″ N, 9° 43′ 48″ O     | Straße                        | 1946 und 1996 erneuert als Klappbrücke                 |
| 1887             | Drehbrücke Klevendeich                      | Pinnau                   | Moorrege-Klevendeich / Neuendeich |                      | 53° 40′ 28,9″ N, 9° 36′ 29,5″ O  | Straße                        |                                                        |
| 1887             | Eiderbrücke                                 | Eider                    | Friedrichstadt                    | 87,0                 | 54° 21′ 46,1″ N, 9° 4′ 16″ O     |                               |                                                        |
| 1888             | Drehbrücke im Rheinauhafen                  | Rheinarm/Rheinauhafen    | Köln                              | ca. 18               | 50° 55′ 55,9″ N, 6° 57′ 49,3″ O  | Straße                        |                                                        |
| 1892             | Hafendrehbrücke                             | Untertrave               | Lübeck                            | 38                   | 53° 52′ 21,3″ N, 10° 40′ 56,1″ O | Straße (und frpher Eisenbahn) |                                                        |
| 1896             | Drehbrücke (Meppen)                         | Dortmund-Ems-Kanal/Hase  | Meppen                            |                      | 52° 41′ 37″ N, 7° 17′ 34″ O      | Straße                        | 1931 durch Hubbrücke ersetzt                           |
| 1903             | Bahnhofsbrücke                              | Alter Strom              | Rostock-Warnemünde                | 29,5                 | 54° 10′ 36,9″ N, 12° 5′ 19,7″ O  | Straße                        |                                                        |
| 1904             | Alte Geestebrücke                           | Geeste                   | Bremerhaven                       |                      | 53° 32′ 25″ N, 8° 35′ 9″ O       | Straße                        |                                                        |
| 1906             | Drehbrücke Krefeld-Linn                     | Hafen (Rhein)            | Krefeld                           |                      | 51° 20′ 38,4″ N, 6° 39′ 46,8″ O  | Straße                        |                                                        |
| 1907             | Kaiser-Wilhelm-Brücke                       | Hafen                    | Wilhelmshaven                     | 159,0                | 53° 30′ 49″ N, 8° 8′ 6,7″ O      | Straße                        |                                                        |
| 1908             | Deutzer Drehbrücke                          | Deutzer Hafen            | Köln-Deutz                        |                      | 50° 55′ 39,7″ N, 6° 58′ 23,5″ O  | Straße                        |                                                        |
| 1910             | Meiningenbrücke                             | Barther Bodden           | Zingst                            | 17,8 + 24,5          | 54° 24′ 30,2″ N, 12° 39′ 59″ O   | Straße                        |                                                        |
| 1912 1949 2013   | Drehbrücke Malchow                          | Müritz-Elde-Wasserstraße | Malchow                           | 21,0                 | 53° 28′ 26,8″ N, 12° 25′ 37,9″ O | Fußgänger und Straße          |                                                        |
| 1927             | Drehbrücke Kappeln                          | Schlei                   | Kappeln                           |                      | 54° 39′ 33,8″ N, 9° 56′ 8,9″ O   | Straße                        | 12/2002 durch Klappbrücke ersetzt                      |
| 1931             | Nordschleusenbrücke                         | Verbindungshafen         | Bremerhaven                       | 78,5                 | 53° 34′ 18,1″ N, 8° 33′ 12,6″ O  | Eisenbahn und Straße          | 2021 gebrochen und demontiert                          |
| 1953             | Eisenbahnbrücke Elsfleth-Ohrt               | Hunte                    | Elsfleth                          | 85                   | 53° 13′ 16″ N, 8° 27′ 30″ O      | Eisenbahn                     | Im Februar 2024 von Binnenschiff gerammt und zerstört. |
| 1993             | Neue Geestebrücke (B 212, Grimsbystraße)    | Geeste                   | Bremerhaven                       |                      | 53° 33′ 3″ N, 8° 35′ 0″ O        | Straße                        |                                                        |
| 2009             | Gläserne Drehbrücke                         | Alter Hafen              | Bremerhaven                       |                      |                                  | Fußgänger                     |                                                        |
|                  | Fährbrücke                                  | Fährkanal                | Stralsund                         |                      |                                  | Straße                        |                                                        |
|                  | Langenbrücke                                | Heilgeistkanal           | Stralsund                         |                      |                                  | Straße                        |                                                        |
|                  | Estebrücke                                  | Este                     | Estebrügge                        |                      |                                  | Straße                        |                                                        |
|                  | 2 Drehbrücken an der Kesselschleuse         | Kesselschleuse (Emden)   | Emden                             |                      |                                  | Fußgänger                     |                                                        |

## Sonstige
| Eröffnung (Jahr) | Name der Brücke          | Gewässer | In/bei Stadt      | Spannweite in Metern | GeoKoordinaten                  | Nutzung für/als                       | Bemerkungen, ggf. Foto                                          |
| ---------------- | ------------------------ | -------- | ----------------- | -------------------- | ------------------------------- | ------------------------------------- | --------------------------------------------------------------- |
| 1872             | Schiffbrücke Hüningen    | Rhein    | Weil am Rhein     |                      |                                 | Fußweg                                | Schiffbrücke; 1944 durch Hochwasser zerstört                    |
| 1959             | Schwimmbrücke Dahlhausen | Ruhr     | Bochum, Hattingen |                      | 51° 25′ 16″ N, 7° 8′ 49″ O      | Straße                                | Pontonbrücke                                                    |
| 1979             | Achgelisbrücke           | Geeste   | Bremerhaven       |                      | 53° 32′ 45,6″ N, 8° 35′ 24,4″ O | Weg für Fußgänger- und Fahrradverkehr | früher eingleisige Eisenbahnbrücke, heute Dreh- und Klappbrücke |
| 1999             | Buckelbrücke             |          | Duisburg          |                      | 51° 26′ 20″ N, 6° 45′ 49,1″ O   | Fußweg                                | Buckelbrücke                                                    |